# Marion Seelig
Marion Seelig (* 3. Januar 1953 in Berlin; † 12. März 2013 ebenda) war eine deutsche Bürgerrechtlerin der DDR-Opposition und Politikerin der Partei Die Linke. Von 1990 bis zu ihrem Tode 2013 war sie Abgeordnete des Berliner Abgeordnetenhauses.

## Leben
Aufgewachsen ist Seelig im ehemaligen Ost-Berliner Stadtbezirk Mitte. Ihr Vater siedelte 1961 in den Westteil Berlins über. Nach dem Abitur 1971 war sie bis 1974 war sie Volontärin bei der Berliner Zeitung. Wegen der Übersiedelung des Vaters wurde sie jedoch nicht zum Studium zugelassen. Bis 1975 war sie noch Redakteurin im Berliner Haus für Kulturarbeit, dann war sie als freie Autorin tätig, insbesondere von Hörspielen für den DDR-Rundfunk (Eisenhand von 1986, Die Frühlingsgeige von 1988 sowie Prinzessin Tausendschön und die Südseeinsel Taka-Tuka von 1990) und den Sender Freies Berlin (Landaufenthalte von 1988 und Zwischen den Grenzen wohnen die Dichter von 1989) sowie Erzählungen u. Gedichte. Sie war zum zweiten Mal verheiratet und Mutter dreier Kinder. Seelig starb nach schwerer Krankheit in Berlin.

## Politische Entwicklung
1978 initiierte sie mit anderen die regelmäßigen Kinderseminare der evangelischen Kirche und nahm an Friedensdekaden und -seminaren teil. Ihre aktive politische Arbeit begann spätestens 1982 als Mitunterzeichnerin einer Eingabe an den Staatsrat der DDR gegen ein neues Wehrdienstgesetz durch die Bewegung Frauen für den Frieden. 1983 gründete sie die international orientierte Zwei-Drittel-Welt-Kindergruppe Banana und arbeitete ab dem Jahr auch in mehreren Menschenrechtsgruppen der Bürgerbewegungen mit, unter anderem an der Berliner Zionskirche und in der Gruppe Gegenstimmen. Seit 1987 arbeitete sie in der Kirche von Unten und organisierte 1988/89 in der Gruppe „Konkrete Solidarität“ Mahnwachen, Protestgottesdienste und Spendensammlungen für verfolgte Personen, u. a. nach den Übergriffen der DDR-Organe auf die Umwelt-Bibliothek, den Verhaftungen bei der Liebknecht-Luxemburg-Demonstration und der Relegierung von Schülern der Carl-von-Ossietzky-EOS. Im Wendejahr 1989 war sie an der Gründung der Vereinigten Linken beteiligt, wurde deren Sprecherin und vertrat diese am Runden Tisch der DDR. 1990 wurde sie auf der Offenen Liste der PDS in das Abgeordnetenhaus von Berlin gewählt. Seitdem gehörte sie ununterbrochen dem Parlament an und war somit eines der langjährigsten Mitglieder. Erst 1999 wurde sie Mitglied der PDS. Außerdem war sie von 1996 bis 2010 Vorsitzende des Deutsch-Kurdischen Freundschaftsvereins.
Ihre Arbeitsschwerpunkte waren Bürgerrechte, Migration und Datenschutz. Seelig galt als eine Vertreterin des realpolitischen Parteiflügels mit bürgerrechtlicher Ausrichtung.

## Hörspiele
- 1985: Kann man mit Rapsöl zaubern? – Regie: Eveline Fuhrmeister (Kinderhörspiel/Kurzhörspiel – Rundfunk der DDR)
- 1986: Eisenhand – Regie: Rainer Schwarz (Kinderhörspiel – Rundfunk der DDR)
- 1988: Die Frühlingsgeige – Regie: Manfred Täubert (Kinderhörspiel – Rundfunk der DDR)
- 1989: Das Mädchen Secunda und der Dieb – Regie: Manfred Täubert (Kinderhörspiel – Rundfunk der DDR)